# ماتيو سوشتيش
ماتيو سوشتيش (بالبوسنوية: Mateo Sušić)‏ هو لاعب كرة قدم بوسني في مركز ظهير ‏، ولد في 18 نوفمبر 1990 في موستار في البوسنة والهرسك. شارك مع منتخب البوسنة والهرسك تحت 19 سنة لكرة القدم ومنتخب البوسنة والهرسك تحت 21 سنة لكرة القدم ومنتخب البوسنة والهرسك لكرة القدم. أما مع النوادي، فقد لعب مع إنيرجي كوتبوس وزرينيسكي موستار وسي إف آر كلوج ونادي إسترا 1961 ونادي شريف تيراسبول.

## وصلات خارجية
- ماتيو سوشتيش على موقع الاتحاد الأوربي (الإنجليزية)
- ماتيو سوشتيش على موقع قاعدة بيانات كرة القدم.إي يو (الإنجليزية)
- ماتيو سوشتيش على موقع ناشيونال فوتبول تيمز (الإنجليزية)
- ماتيو سوشتيش على موقع Soccerway.com (الإنجليزية)
- ماتيو سوشتيش على موقع عالم كرة القدم.نت (الإنجليزية)
- ماتيو سوشتيش على موقع AS.com (الإسبانية)